# Корделія Файн
Корделія Файн (англ. Cordelia Fine; нар. 1975, Торонто, Канада) — британська науковиця, психолог. Доктор філософії (2001), професор історії та філософії науки Мельбурнського університету.
Файн написала три науково-популярні книги на теми соціального пізнання, нейронаук і популярних міфів про статеві відмінності. Її остання книга «Тестостерон Рекс» отримала Королівську наукову книжкову премію 2017 року. Вона є авторкою численних академічних публікацій, зокрема, важливих для гендерних досліджень (як-от Delusions of Gender). Авторка терміна «нейросексизм».
Відзначена Orwell Prize (2018), Edinburgh Medal (2018) і Royal Society Science Books Prize (2017).
Дочка британської письменниці Енн Файн та Kit Fine.
Закінчила з відзнакою Оксфордський університет (бакалавр психології, 1995). У 1996 році здобула магістерський ступінь з кримінології в Кембриджському університеті. У 2001 році здобула ступінь доктора філософії із психології в Університетському коледжі Лондона. З 2002 по 2011 рік обіймала дослідницькі позиції в Університеті Монаша, Австралійському національному університеті, Університеті Маккуорі. У 2012—2016 роках фелло Мельбурнської школи психологічних наук (Melbourne School of Psychological Sciences) Мельбурнського університету. Також до 2016 року була асоційованим професором Мельбурнської бізнес-школи університету Мельбурна.
Авторка чотирьох книг, зокрема: A Mind of its Own; Delusions of Gender; Тестостерон Рекс (Testosterone Rex, відзнака Orwell Prize). Авторка статей у Lancet, Scientist, Trends in Cognitive Sciences, Psychologist. Також публікується у ЗМІ, в New York Times, Financial Times, Guardian, Wall Street Journal.